# Fistola artero-venosa (emodialisi)
La fistola artero-venosa o arterovenosa (talvolta chiamata fistola di Cimino-Brescia, dal nome dei chirurghi che per primi la realizzarono) abbreviato con l'acronimo FAV, è un tipo di accesso vascolare per emodialisi. 
Consiste in una comunicazione artificiale, ottenuta per via chirurgica, fra un'arteria e una vena, allo scopo di deviare sangue arterioso ad alta pressione nel sistema venoso ad alta capienza per ottenere flussi ematici adeguati ad effettuare il trattamento dialitico.

## Presupposti teorici
Le fistole arterovenose ottenute chirurgicamente funzionano poiché rappresentano delle vie di minore resistenza per il sangue proveniente dall'arteria, rispetto al letto capillare caratterizzato da alte resistenze. Ciò rende possibile il raggiungimento di elevati valori di flusso ematico nella vena. Rispetto alle protesi vascolari, le fistole chirurgiche presentano un minore rischio di complicanze come la stenosi e in generale di fallimento.

## Storia

Fistola artero-venosa tipo Cimino-Brescia, con anastomosi latero-laterale fra l'arteria radiale e la vena cefalica

La tecnica chirurgica della fistola artero-venosa fu ideata da Cimino e Brescia nel 1966. 
Prima dell'invenzione della fistola, l'accesso vascolare utilizzato per la dialisi era lo shunt di Scribner, un tubicino in teflon posizionato esternamente all'arto che metteva in comunicazione arteria e vena mediante un tip terminale rigido fissato chirurgicamente su ciascuno dei due vasi. In questo modo durante la dialisi il sangue arterioso veniva messo in comunicazione diretta con il circuito di dialisi, mentre nell'intervallo fra un trattamento e l'altro si ripristinava la comunicazione artero-venosa collegando tra loro le branche dello shunt. Tuttavia tali dispositivi avevano breve durata a causa delle numerose complicanze, quali trombosi, infezioni e importanti emorragie dovute al cedimento improvviso di uno dei capi.  
Nel 1966 i medici James E. Cimino e Micheal Brescia, in collaborazione con il chirurgo vascolare Kenneth Appel, realizzarono con successo la prima fistola artero-venosa tra l'arteria radiale e la vena cefalica a livello del polso, con un'anastomosi (unione chirurgica) di tipo latero-laterale, ovvero la parete laterale dell'arteria con quella della vena.

## Classificazione
In base alla sede nell'arto superiore, le fistole si suddividono in:
- Distali (al polso, alla tabacchiera anatomica o al terzo distale dell'avambraccio)
- Prossimali (alla piega del gomito o al braccio)

In base al tipo di anastomosi:
- Termino-terminale (i due vasi vengono affrontati secondo il diametro trasversale)
- Latero-terminale (la parete laterale dell'arteria viene unita alla vena sezionata trasversalmente)
- Latero-laterale (entrambi i vasi vengono sezionati lungo la parete laterale e quindi affiancati)
- Latero-laterale terminalizzata (variante della precedente in cui la parte distale della vena viene chiusa chirurgicamente).

## Uso clinico
Lo scopo del confezionamento della fistola è fornire alla vena un flusso ematico adeguato ad effettuare la dialisi; esso, per garantire una buona efficienza del trattamento, deve essere idealmente compreso fra 300 e 500 ml/min. Un flusso troppo basso determina una dialisi inefficiente, mentre se questo è troppo elevato può comportare un sovraccarico cardiaco, con possibile insorgenza di insufficienza cardiaca in soggetti predisposti. Il flusso della fistola dipende principalmente da due fattori: la differenza di pressione (gradiente) fra arteria e vena e l'ampiezza della comunicazione tra i due vasi. 
In caso di fistola ben funzionante è spesso possibile apprezzare una vibrazione, detta thrill, ponendo il palmo della mano sull'arto in prossimiità della fistola stessa. Questo rilievo è dovuto alla formazione di flussi turbolenti nel passaggio fra arteria e vena ed è accompagnato da un caratteristico rumore che può essere auscultato mediante uno stetoscopio.
Dopo l'intervento chirurgico la vena subisce inoltre profonde modifiche strutturali, in tempo generalmente variabile fra i 15 e i 30 giorni, rappresentate da un ispessimento della parete che si accompagna a dilatazione del vaso, spesso non uniforme, e a rimodellamento del sistema venoso dell'arto. Il vaso così modificato può quindi essere incannulato con aghi di calibro variabile fra 15 e 17 gauge e connesso al circuito di dialisi.